# Per Kofstad
Per Kofstad (1929-1997) a fost un chimist norvegian care a investigat coroziunea de temperatură înaltă.

## Cariera
Koftad a primit titlul de doctor de la Universitatea din California, Berkeley, în 1953 și de la Universitatea din Oslo, în 1964. El a fost șeful grupului Materiale de temperatură înaltă la Institutul Central de Cercetare Industriala între 1954 - 1967 și director de cercetare în același loc între 1968 - 1974.
A fost profesor de chimie anorganică de la Universitatea din Oslo din 1975, șef al Centrului de Cercetare pentru Materiale la Universitatea din Oslo 1990 - 1994, profesor emerit în 1995.

## Opere
- High Temperature Corrosion